# Kilkhampton
Kilkhampton is een civil parish in het Engelse graafschap Cornwall. In 2001 telde het civil parish 1193 inwoners. Kilkhampton komt in het Domesday Book (1086) voor als 'Chilchetone' / 'Chilchetona'.